# United World Colleges
 (août 2014).
Si vous disposez d'ouvrages ou d'articles de référence ou si vous connaissez des sites web de qualité traitant du thème abordé ici, merci de compléter l'article en donnant les références utiles à sa vérifiabilité et en les liant à la section « Notes et références ».
Les United World Colleges (UWC) est un réseau comprenant 18 écoles internationales et des comités nationaux dans 130 pays. Il propose un programme sur deux ans équivalent aux deux dernières années du programme de l'enseignement secondaire, pendant lesquelles les élèves passent le Baccalauréat International (IB). Créés par le pédagogue allemand Kurt Hahn pendant la guerre froide, leur but est de favoriser les échanges culturels. La première école créée est l'Atlantic College (Pays de Galles), inauguré en 1962. Les étudiants sont sélectionnés à travers le monde en fonction de leurs mérites et de leur potentiel. Les écoles UWC reçoivent des élèves boursiers ainsi que des élèves payant les frais de scolarité.
L'organisation internationale UWC a ses bureaux à Londres. Les comités nationaux existent dans plus de 150 pays et UWC a un réseau de plus de 40 000 anciens élèves de plus de 181 pays.

## Histoire

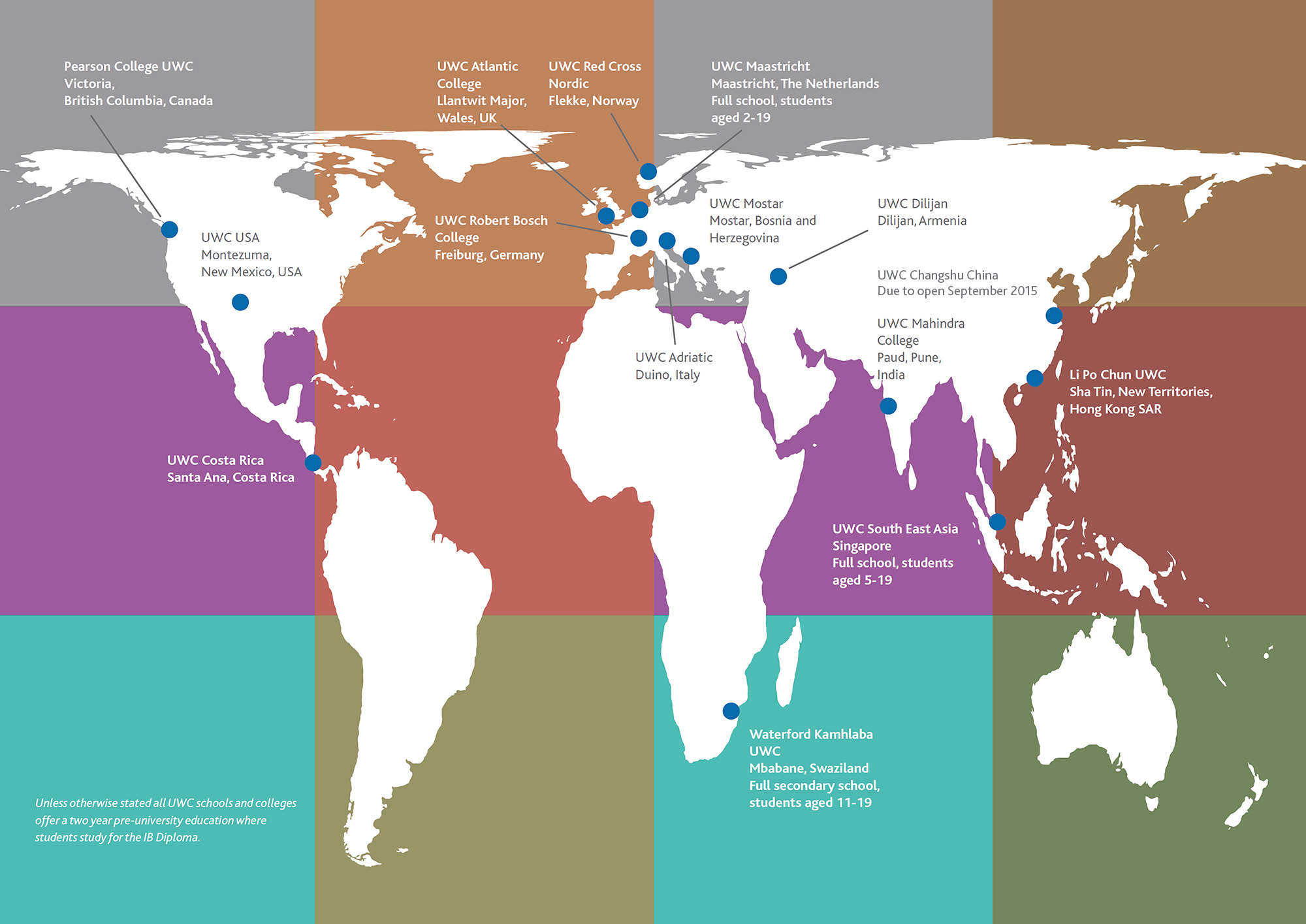
Carte des United World Colleges

Le premier collège, le United World College de l'Atlantique, situé dans le château de Saint Donat's de 90 hectares de terrain dans la vallée de Glamorgan au Pays de Galles, Royaume-Uni, a été fondé en 1962 à l'initiative de Kurt Hahn, un pédagogue allemand qui avait auparavant fondé la Schule Schloss Salem en Allemagne, Gordonstoun en Écosse et le mouvement Outward Bound. Le château a été donné au UWC par Antonin Besse II, le fils de Sir Antonin Besse. La vision de Kurt Hahn était basée sur son expérience de l'après-guerre au Collège de la Défense de l'OTAN, où il avait observé la discussion et la collaboration entre les anciens ennemis. Il voulait transmettre un esprit de compréhension mutuelle des jeunes pour les aider à surmonter les préjugés et les antagonismes en vivant et en travaillant ensemble.
Hahn envisageait un collège éducatif des garçons et des filles de 16 à 20 ans. La sélection aurait été basée sur la motivation personnelle et le potentiel, quels que soient les facteurs sociaux, économiques ou culturels. Un programme de bourses faciliterait le recrutement des jeunes issus de différents milieux économiques. Le projet a été réalisé en 1962 avec l'inauguration du Atlantic College au Pays de Galles.

## Liste des collèges
Il existe 18 collèges UWC dans le monde en 2020

### Asie

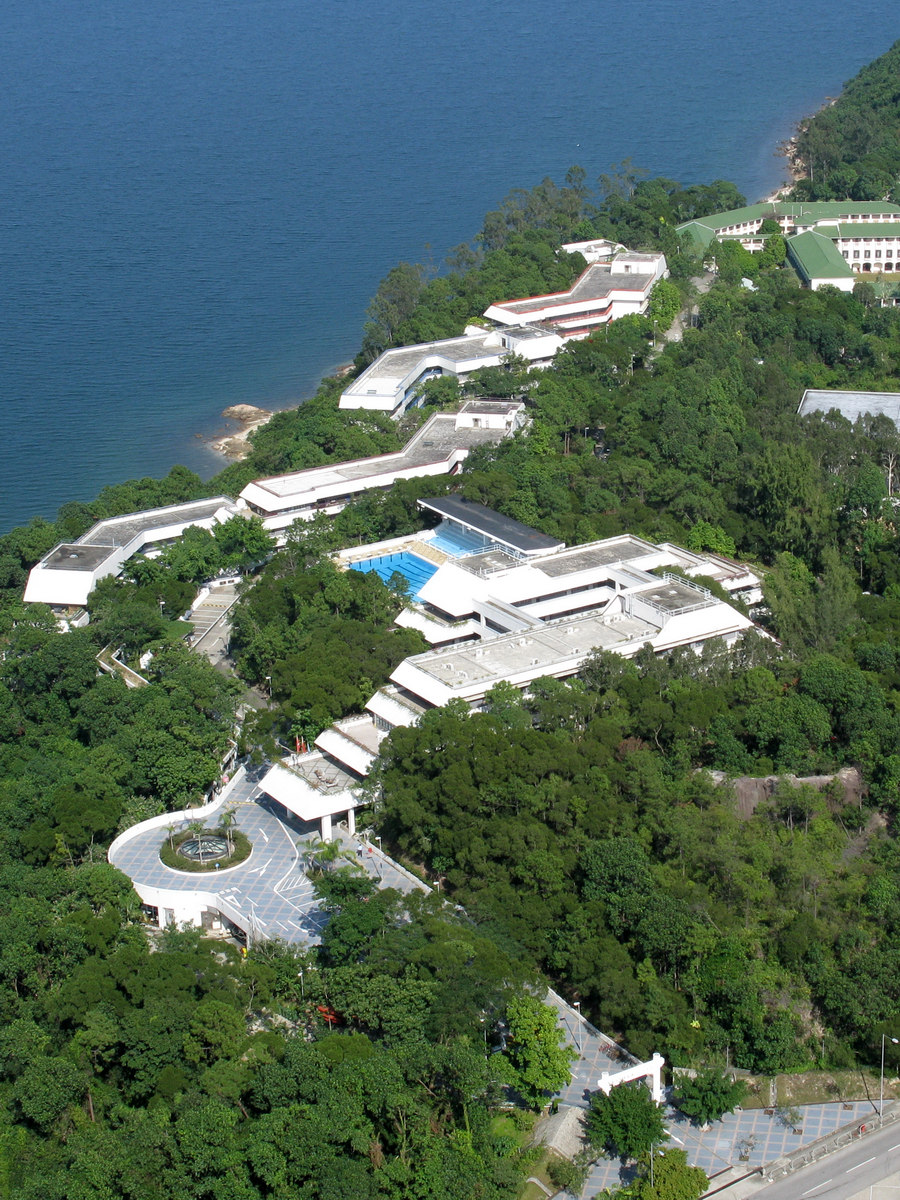
Li Po Chun UWC of Hong Kong

| Collège                     | Ville     | Pays      | Membre depuis |
| --------------------------- | --------- | --------- | ------------- |
| UWC of South East Asia      | Singapour | Singapour | 1971          |
| Li Po Chun UWC of Hong Kong | Hong Kong | Chine     | 1992          |
| UWC Mahindra College        | Khubawali | Inde      | 1997          |
| UWC Changshu                | Changshu  | Chine     | 2015          |
| UWC Thailand                | Phuket    | Thaïlande | 2016          |
| UWC ISAK Japan              | Karuizawa | Japon     | 2017          |

### Afrique

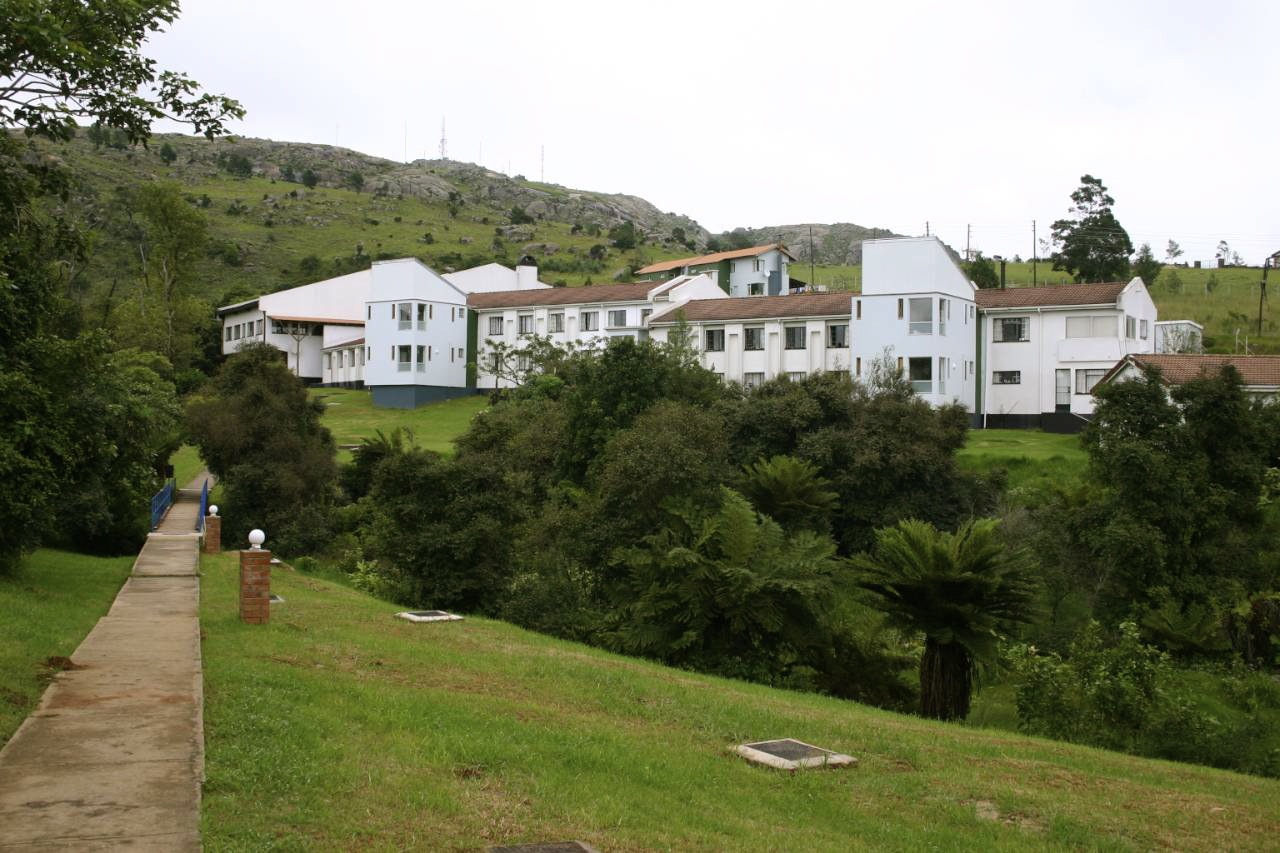
Waterford Kamhlaba UWC of Southern Africa

| Collège                                   | Ville           | Pays     | Membre depuis |
| ----------------------------------------- | --------------- | -------- | ------------- |
| Waterford Kamhlaba UWC of Southern Africa | Mbabane         | Eswatini | 1981          |
| UWC East Africa                           | Moshi et Arusha | Tanzanie | 2019          |

### Amérique
| Collège                                | Ville     | Pays       | Membre depuis |
| -------------------------------------- | --------- | ---------- | ------------- |
| Lester B. Pearson UWC of the Pacific   | Metchosin | Canada     | 1974          |
| Armand Hammer UWC of the American West | Montezuma | États-Unis | 1982          |
| UWC Costa Rica                         | Santa Ana | Costa Rica | 2006          |

### Europe
| Collège              | Ville          | Pays               | Membre depuis |
| -------------------- | -------------- | ------------------ | ------------- |
| UWC Atlantic         | Llantwit Major | Royaume-Uni        | 1962          |
| UWC Red Cross Nordic | Flekke         | Norvège            | 1995          |
| UWC of the Adriatic  | Duino-Aurisina | Italie             | 1982          |
| UWC Mostar           | Mostar         | Bosnie-Herzégovine | 2006          |
| UWC Maastricht       | Maastricht     | Pays-Bas           | 2009          |
| UWC Dilijan          | Dilidjan       | Arménie            | 2014          |
| Robert Bosch UWC     | Freiburg       | Allemagne          | 2014          |

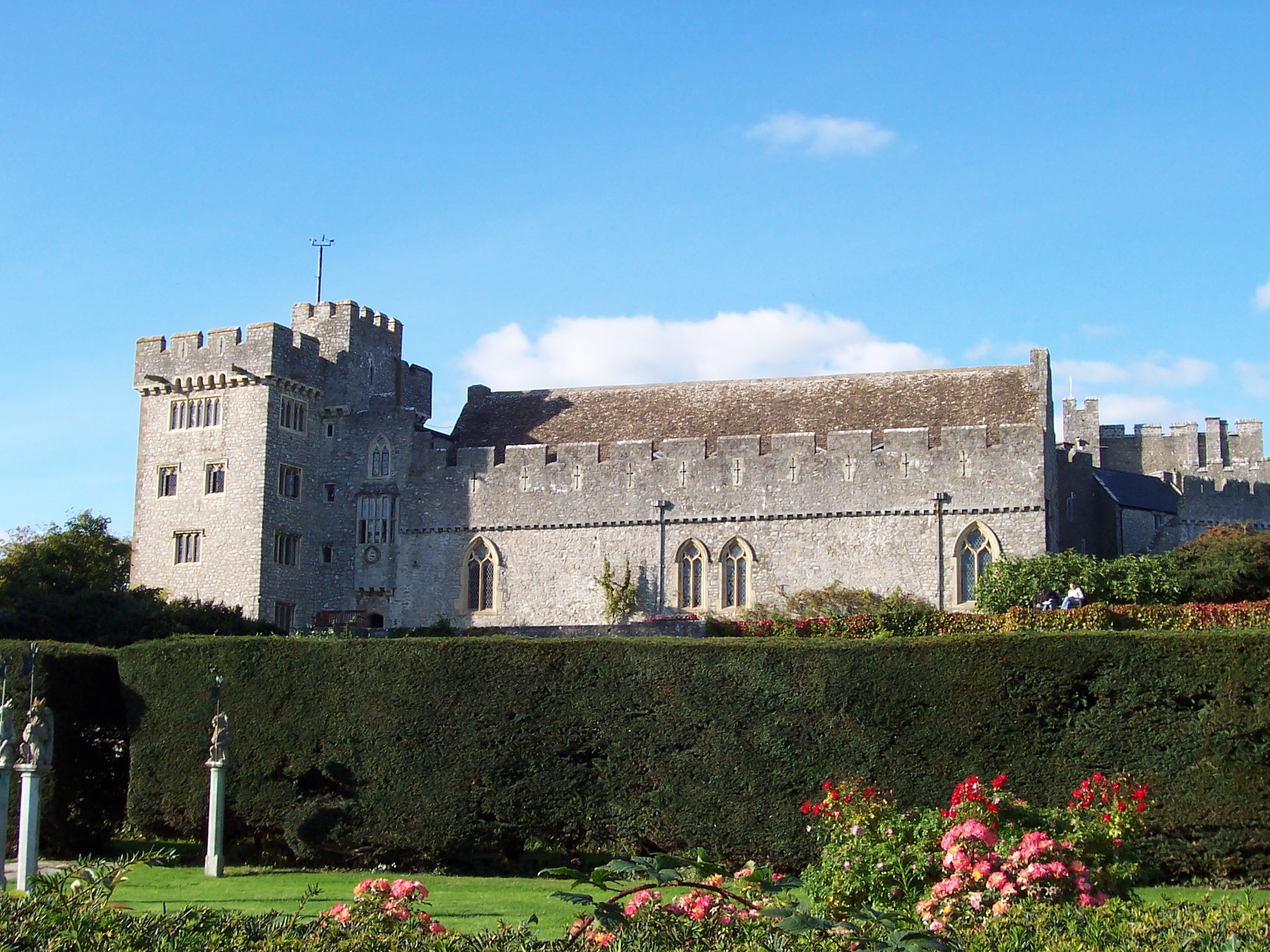
Le château de Saint Donat's où siège l'Atlantic College

Les présidents des mouvements UWC ont inclus Louis Mountbatten (1967-1978), le Prince Charles de Galles (1978-1995), la Reine Noor de Jordanie (depuis 1995). L'ancien président sud-africain Nelson Mandela a été le président d'honneur de UWC depuis 1999.
La philosophie de l'école est en accord avec une pensée du prix Nobel de la paix de Lester B. Pearson : « Comment peut-il y avoir de paix si les gens ne se comprennent les uns les autres, et comment peut-il être s'ils ne se connaissent pas ? »

## Académie
Les écoles et collèges UWC offrent deux années d'enseignement pré-universitaire. Après ces deux années les anciens élèves UWC sont titulaires du Diplôme du Baccalauréat International, diplôme reconnu dans le monde entier. Le  Baccalauréat International a son siège à Genève, Suisse et trois bureaux administratifs à New York, Buenos Aires et Singapour. Le bureau des examens est à Cardiff, Royaume-Uni en partie à cause de l'influence de la proximité de United World College of the Atlantic dans son développement précoce.
Les trois langues de travail du Baccalauréat International sont l'anglais, le français et l'espagnol. Onze des écoles et collèges UWC utilisent l'anglais comme langue principale de l'éducation et de communication. Lester B. Pearson College au Canada enseigne certaines matières en français et en espagnol tandis que UWC of the Adriatic en Italie et la Red Cross Nordic UWC en Norvège exigent que tous les élèves étudient l'italien et norvégien, respectivement, afin de faciliter leurs relations avec les populations locales. United World College of Costa Rica est le premier collège qui offre un diplôme bilingue eIB en langue espagnole ou en anglais. Une connaissance préalable de la langue n'est pas forcément nécessaire.
Les étudiants UWC  sont admissibles, après l'obtention du diplôme, à participer au programme de bourses d'études Shelby Davis, qui finance les études du premier cycle (selon les besoins) pour les étudiants  UWC dans 91 universités aux États-Unis.

## Activités
Le CAS (Créativité, Action, Service) du programme - l'une des exigences du diplôme IB- est une partie du système UWC. CAS et le programme d'IB ont leurs racines dans le United World College of the Atlantic.. Lors de la création du programme de l'IB, la vie scolaire et sociale des élèves de Atlantic College ont été prises comme exemples.
Des activités spéciales dans les écoles et collèges UWc comprennent le Service de surveillance des récifs à  Li Po Chun United World College et le partenariat entre la Royal Natial Lifeboat Institution et United World College de l'Atlantique. Au  Mahindra United World College de l'Inde des feux étudiants de combat (service incendie) afin de protéger la biodiversité des écoles. Al' United World College à Mostar le programme CAS contribue à la restauration de la division de la société post-conflit à Mostar.

## Admission
L'entrée dans une école ou un collège UWC est fondée sur l'engagement d'étudiants à des valeurs UWC et comment ils sont adaptés à la mission de champion UWC. Des bourses sont attribuées directement à beaucoup d'étudiants UWC à partir de l'école ou un collège ou à travers le système des comités nationaux. Les comités nationaux UWC sont situés dans près de 130 pays par des bénévoles, d'autres ont du personnel.

## Anciens étudiants notables
- Ghil'ad Zuckermann (UWC Adriatic, 1987-1989), linguiste
- Élisabeth de Belgique (UWC Atlantic, 2018-2019)
- Akihiko Hoshide (UWC South East Asia 1985-1987), Ingénieur, spécialiste de mission

### Politique et gouvernement
- Ian Khama, ancien président du Botswana
- Khairy Jamaluddin (en) : ancien ministre de la Santé, Malaisie.
- Julie Payette : gouverneure générale du Canada 2017-2021 et astronaute
- Douglas Alexander : homme politique britannique, qui a été secrétaire écossais, secrétaire aux Transports et secrétaire au Développement international dans les cabinets Blair et Brown[43]
- Lene Feltman Espersen : ancienne ministre des Affaires étrangères, Danemark
- Eluned Morgan : homme politique gallois, membre de la Chambre des lords et ancien membre du Parlement européen
- Lindiwe Sisulu, ministre de la Défense et des Anciens combattants en Afrique du Sud
- Lousewies van der Laan (en) : homme politique néerlandais, vice-président des libéraux démocrates européens, chef de cabinet du président de la Cour pénale internationale[48][49]
- Corinne Ellemeet (en), députée néerlandaise
- David Cunliffe, ancien député néo-zélandais, ministre et chef de l’opposition
- Chrystia Freeland : Vice-première ministre et ministre des Finances du Canada, ancienne ministre des Affaires intergouvernementales, ministre des Affaires étrangères, ministre fédérale du Commerce extérieur, journaliste et députée canadienne
- Niki Ashton, députée canadienne
- Tim Owen (en), avocat britannique spécialisé dans les droits humains
- Jakob von Weizsäcker : homme politique allemand, économiste en chef du ministère allemand des Finances, député européen
- Marina Catena (en), directrice du Programme alimentaire mondial des Nations Unies et lieutenant de l’armée italienne
- Pilvi Torsti (fi), homme politique et historien finlandais
- Xochitl Torres Small : Actuel sous-secrétaire américain à l’agriculture pour le développement rural, ancien membre de la Chambre des représentants du 2e district du Nouveau-Mexique
- Yuen Pau Woo (en), universitaire et politicien singapourien
- Roi Willem-Alexander : Roi des Pays-Bas
- Princesse Raiyah bint al-Husayn (it) : Princesse de Jordanie
- Princesse Elisabeth, duchesse de Brabant, héritière de la couronne de Belgique
- Zenani Mandela-Dlamini, Diplomate sud-africaine
- Wang Guangya (en) : diplomate chinois, ancien directeur du bureau des affaires de Hong Kong et de Macao du Conseil d’État de la République populaire de Chine
- Nadiem Makarim, actuel ministre de l’Éducation, de la Culture, de la Recherche et de la Technologie de la République d’Indonésie
- Paul Grimes (en) : haut fonctionnaire australien. Ancien secrétaire du ministère australien de l’Agriculture
- David Moinina Sengeh, ministre de l’Éducation et directeur de l’innovation, Sierra Leone
- João Gomes Cravinho, ministre des Affaires étrangères du Portugal et ancien ministre de la Défense
- Pavlos, prince héritier de Grèce